# Danh sách phim VTV phát sóng năm 2004
Đây là danh sách phim VTV phát sóng trong năm 2004.
←2003 - 2004 - 2005→

## Phim Tết Nguyên Đán
Những bộ phim này phát sóng trên các kênh VTV trong dịp Tết Nguyên Đán Giáp Thân.

### VTV1
| Thời gian  | Tên                  | Số tập      | NSX | Bài hát chủ đề | Thể loại            | Ghi chú                                                                              |
| ---------- | -------------------- | ----------- | --- | -------------- | ------------------- | ------------------------------------------------------------------------------------ |
| 21 tháng 1 | Hương xưa            | 1           |     |                |                     | Phát sóng 06:30 ngày 30 Tết.                                                         |
| 22 tháng 1 | Khoảnh khắc giao mùa | 1 (85 phút) | VFC |                | Nông thôn, hài kịch | Phát sóng 06:30 ngày mùng 1 Tết. Là một phần trong loạt Trần Cung của Mạc Văn Chung. |
| 24 tháng 1 | Thế mới là cuộc đời  | 1 (80 phút) | VFC |                | Hài kịch, văn phòng | Phát sóng 21:30 ngày mùng 3 Tết.                                                     |

### VTV3
| Thời gian  | Tên                 | Số tập      | NSX | Bài hát chủ đề | Thể loại           | Ghi chú                          |
| ---------- | ------------------- | ----------- | --- | -------------- | ------------------ | -------------------------------- |
| 21 tháng 1 | Ngày nghỉ cuối tuần | 1           |     |                | Hài kịch           | Phát sóng 13:00 ngày 30 Tết.     |
| 22 tháng 1 | Bên ngoài cuộc đời  | 1           | VFC |                |                    | Phát sóng 12:00 ngày mùng 1 Tết. |
| 22 tháng 1 | Cái dằm             | 1 (85 phút) | VFC |                | Hài kịch, hôn nhân | Phát sóng 17:30 ngày mùng 1 Tết. |
| 22 tháng 1 | Lấy vợ cho sếp      | 1 (75 phút) | VFC |                | Hài kịch           | Phát sóng 21:50 ngày mùng 1 Tết. |

## VTV1 - Phim truyện Việt Nam buổi tối
Những bộ phim này phát sóng 21:00 đến 22:00 các ngày từ thứ Hai đến thứ Sáu trên kênh VTV1.
Lưu ý: Những khoảng thời gian không được liệt kê là dành cho các sự kiện đặc biệt.
| Thời gian                                 | Tên | Số tập | NSX | Bài hát chủ đề | Thể loại | Ghi chú |
| ----------------------------------------- | --- | --- | --- | --- | --- | --- |
| 5 - 11 tháng 2                            | Tình xa | 5 | VFC và Kantana Group | Tình xa Trình bày: Khánh Linh | Lãng mạn | Ghi hình tại Việt Nam và Thái Lan. |
| 12 - 27 tháng 2                           | Phát lại phim Sương gió biên thùy, 21 tập (30 phút) với 2 tập/ngày trừ tập cuối. Bộ phim lên sóng lần đầu trên kênh HTV7 vào năm 2002.                                                                                                  | Phát lại phim Sương gió biên thùy, 21 tập (30 phút) với 2 tập/ngày trừ tập cuối. Bộ phim lên sóng lần đầu trên kênh HTV7 vào năm 2002.                                                                                                  | Phát lại phim Sương gió biên thùy, 21 tập (30 phút) với 2 tập/ngày trừ tập cuối. Bộ phim lên sóng lần đầu trên kênh HTV7 vào năm 2002.                                                                                                  | Phát lại phim Sương gió biên thùy, 21 tập (30 phút) với 2 tập/ngày trừ tập cuối. Bộ phim lên sóng lần đầu trên kênh HTV7 vào năm 2002.                                                                                                  | Phát lại phim Sương gió biên thùy, 21 tập (30 phút) với 2 tập/ngày trừ tập cuối. Bộ phim lên sóng lần đầu trên kênh HTV7 vào năm 2002.                                                                                                  | Phát lại phim Sương gió biên thùy, 21 tập (30 phút) với 2 tập/ngày trừ tập cuối. Bộ phim lên sóng lần đầu trên kênh HTV7 vào năm 2002.                                                                                                  |
| 1 - 8 tháng 3                             | Phát lại phim Chuyện tình bên kênh xàng, 6 tập. Bộ phim lên sóng lần đầu trên kênh HTV7 vào năm 2002. | Phát lại phim Chuyện tình bên kênh xàng, 6 tập. Bộ phim lên sóng lần đầu trên kênh HTV7 vào năm 2002. | Phát lại phim Chuyện tình bên kênh xàng, 6 tập. Bộ phim lên sóng lần đầu trên kênh HTV7 vào năm 2002. | Phát lại phim Chuyện tình bên kênh xàng, 6 tập. Bộ phim lên sóng lần đầu trên kênh HTV7 vào năm 2002. | Phát lại phim Chuyện tình bên kênh xàng, 6 tập. Bộ phim lên sóng lần đầu trên kênh HTV7 vào năm 2002. | Phát lại phim Chuyện tình bên kênh xàng, 6 tập. Bộ phim lên sóng lần đầu trên kênh HTV7 vào năm 2002. |
| 9 - 11 tháng 3                            | Cánh gió đầu đông | 3 | VFC | | Hôn nhân | Chuyển thể từ truyện cùng tên của Thùy Linh. |
| 12 tháng 3                                | Phát lại phim Sắc đỏ chôm chôm. Bộ phim 1 tập lên sóng lần đầu vào năm 2003. | Phát lại phim Sắc đỏ chôm chôm. Bộ phim 1 tập lên sóng lần đầu vào năm 2003. | Phát lại phim Sắc đỏ chôm chôm. Bộ phim 1 tập lên sóng lần đầu vào năm 2003. | Phát lại phim Sắc đỏ chôm chôm. Bộ phim 1 tập lên sóng lần đầu vào năm 2003. | Phát lại phim Sắc đỏ chôm chôm. Bộ phim 1 tập lên sóng lần đầu vào năm 2003. | Phát lại phim Sắc đỏ chôm chôm. Bộ phim 1 tập lên sóng lần đầu vào năm 2003. |
| 15 - 19 tháng 3                           | Phát lại phim Màu hoa nhớ, 5 tập. Bộ phim lên sóng lần đầu vào năm 2003. | Phát lại phim Màu hoa nhớ, 5 tập. Bộ phim lên sóng lần đầu vào năm 2003. | Phát lại phim Màu hoa nhớ, 5 tập. Bộ phim lên sóng lần đầu vào năm 2003. | Phát lại phim Màu hoa nhớ, 5 tập. Bộ phim lên sóng lần đầu vào năm 2003. | Phát lại phim Màu hoa nhớ, 5 tập. Bộ phim lên sóng lần đầu vào năm 2003. | Phát lại phim Màu hoa nhớ, 5 tập. Bộ phim lên sóng lần đầu vào năm 2003. |
| 22 tháng 3 - 12 tháng 5                   | Phát lại phim Người đàn bà yếu đuối, 59 tập (30 phút) với 2 tập/ngày trừ tập cuối. Bộ phim lên sóng lần đầu trên kênh HTV7 vào năm 2002. Ghi chú: Hoãn 8 tập vào các ngày 5 tháng 4, 16 tháng 4, 28 tháng 4, 30 tháng 4, 5 - 7 tháng 5. | Phát lại phim Người đàn bà yếu đuối, 59 tập (30 phút) với 2 tập/ngày trừ tập cuối. Bộ phim lên sóng lần đầu trên kênh HTV7 vào năm 2002. Ghi chú: Hoãn 8 tập vào các ngày 5 tháng 4, 16 tháng 4, 28 tháng 4, 30 tháng 4, 5 - 7 tháng 5. | Phát lại phim Người đàn bà yếu đuối, 59 tập (30 phút) với 2 tập/ngày trừ tập cuối. Bộ phim lên sóng lần đầu trên kênh HTV7 vào năm 2002. Ghi chú: Hoãn 8 tập vào các ngày 5 tháng 4, 16 tháng 4, 28 tháng 4, 30 tháng 4, 5 - 7 tháng 5. | Phát lại phim Người đàn bà yếu đuối, 59 tập (30 phút) với 2 tập/ngày trừ tập cuối. Bộ phim lên sóng lần đầu trên kênh HTV7 vào năm 2002. Ghi chú: Hoãn 8 tập vào các ngày 5 tháng 4, 16 tháng 4, 28 tháng 4, 30 tháng 4, 5 - 7 tháng 5. | Phát lại phim Người đàn bà yếu đuối, 59 tập (30 phút) với 2 tập/ngày trừ tập cuối. Bộ phim lên sóng lần đầu trên kênh HTV7 vào năm 2002. Ghi chú: Hoãn 8 tập vào các ngày 5 tháng 4, 16 tháng 4, 28 tháng 4, 30 tháng 4, 5 - 7 tháng 5. | Phát lại phim Người đàn bà yếu đuối, 59 tập (30 phút) với 2 tập/ngày trừ tập cuối. Bộ phim lên sóng lần đầu trên kênh HTV7 vào năm 2002. Ghi chú: Hoãn 8 tập vào các ngày 5 tháng 4, 16 tháng 4, 28 tháng 4, 30 tháng 4, 5 - 7 tháng 5. |
| 6 tháng 5                                 | Bức ảnh còn lại | 1 (80 phút) | VFC | | Lịch sử, tưởng tượng | Sản xuất để chào mừng kỷ niệm 50 năm chiến thắng Điện Biên. |
| 13 tháng 5 - 2 tháng 6                    | Phát lại phim Vị tướng tình báo và hai bà vợ, 29 tập (30 phút), 2 tập/ngày. Bộ phim lên sóng lần đầu trên kênh HTV7 vào năm 2003. | Phát lại phim Vị tướng tình báo và hai bà vợ, 29 tập (30 phút), 2 tập/ngày. Bộ phim lên sóng lần đầu trên kênh HTV7 vào năm 2003. | Phát lại phim Vị tướng tình báo và hai bà vợ, 29 tập (30 phút), 2 tập/ngày. Bộ phim lên sóng lần đầu trên kênh HTV7 vào năm 2003. | Phát lại phim Vị tướng tình báo và hai bà vợ, 29 tập (30 phút), 2 tập/ngày. Bộ phim lên sóng lần đầu trên kênh HTV7 vào năm 2003. | Phát lại phim Vị tướng tình báo và hai bà vợ, 29 tập (30 phút), 2 tập/ngày. Bộ phim lên sóng lần đầu trên kênh HTV7 vào năm 2003. | Phát lại phim Vị tướng tình báo và hai bà vợ, 29 tập (30 phút), 2 tập/ngày. Bộ phim lên sóng lần đầu trên kênh HTV7 vào năm 2003. |
| 4 - 11 tháng 6                            | Phát lại phim Họ từng chung kẻ thù, 6 tập. Bộ phim lên sóng lần đầu trên kênh BTV1 vào năm 2003. | Phát lại phim Họ từng chung kẻ thù, 6 tập. Bộ phim lên sóng lần đầu trên kênh BTV1 vào năm 2003. | Phát lại phim Họ từng chung kẻ thù, 6 tập. Bộ phim lên sóng lần đầu trên kênh BTV1 vào năm 2003. | Phát lại phim Họ từng chung kẻ thù, 6 tập. Bộ phim lên sóng lần đầu trên kênh BTV1 vào năm 2003. | Phát lại phim Họ từng chung kẻ thù, 6 tập. Bộ phim lên sóng lần đầu trên kênh BTV1 vào năm 2003. | Phát lại phim Họ từng chung kẻ thù, 6 tập. Bộ phim lên sóng lần đầu trên kênh BTV1 vào năm 2003. |
| 14 tháng 6 - 9 tháng 7                    | Phát lại phim Giao thời, 20 tập. Bộ phim lên sóng lần đầu trên kênh HTV7 vào năm 2000. | Phát lại phim Giao thời, 20 tập. Bộ phim lên sóng lần đầu trên kênh HTV7 vào năm 2000. | Phát lại phim Giao thời, 20 tập. Bộ phim lên sóng lần đầu trên kênh HTV7 vào năm 2000. | Phát lại phim Giao thời, 20 tập. Bộ phim lên sóng lần đầu trên kênh HTV7 vào năm 2000. | Phát lại phim Giao thời, 20 tập. Bộ phim lên sóng lần đầu trên kênh HTV7 vào năm 2000. | Phát lại phim Giao thời, 20 tập. Bộ phim lên sóng lần đầu trên kênh HTV7 vào năm 2000. |
| 12 - 27 tháng 7                           | Phát lại phim Nước mắt của biển. Bộ phim lên sóng lần đầu trên kênh THP vào năm 2002. | Phát lại phim Nước mắt của biển. Bộ phim lên sóng lần đầu trên kênh THP vào năm 2002. | Phát lại phim Nước mắt của biển. Bộ phim lên sóng lần đầu trên kênh THP vào năm 2002. | Phát lại phim Nước mắt của biển. Bộ phim lên sóng lần đầu trên kênh THP vào năm 2002. | Phát lại phim Nước mắt của biển. Bộ phim lên sóng lần đầu trên kênh THP vào năm 2002. | Phát lại phim Nước mắt của biển. Bộ phim lên sóng lần đầu trên kênh THP vào năm 2002. |
| 28 tháng 7 - 10 tháng 8                   | Phát lại phim Lời thề Đất Mũi, 10 tập. Bộ phim lên sóng lần đầu cũng trên kênh VTV1 vào năm 2003. | Phát lại phim Lời thề Đất Mũi, 10 tập. Bộ phim lên sóng lần đầu cũng trên kênh VTV1 vào năm 2003. | Phát lại phim Lời thề Đất Mũi, 10 tập. Bộ phim lên sóng lần đầu cũng trên kênh VTV1 vào năm 2003. | Phát lại phim Lời thề Đất Mũi, 10 tập. Bộ phim lên sóng lần đầu cũng trên kênh VTV1 vào năm 2003. | Phát lại phim Lời thề Đất Mũi, 10 tập. Bộ phim lên sóng lần đầu cũng trên kênh VTV1 vào năm 2003. | Phát lại phim Lời thề Đất Mũi, 10 tập. Bộ phim lên sóng lần đầu cũng trên kênh VTV1 vào năm 2003. |
| 11 - 27 tháng 8                           | Phát lại phim Con sẽ là cô chủ, 12 tập (ban đầu dự định 6 tập). Bộ phim lên sóng lần đầu trên kênh HanoiTV vào năm 1996. Ghi chú: Hoãn 1 tập vào ngày 19 tháng 8                                                                        | Phát lại phim Con sẽ là cô chủ, 12 tập (ban đầu dự định 6 tập). Bộ phim lên sóng lần đầu trên kênh HanoiTV vào năm 1996. Ghi chú: Hoãn 1 tập vào ngày 19 tháng 8                                                                        | Phát lại phim Con sẽ là cô chủ, 12 tập (ban đầu dự định 6 tập). Bộ phim lên sóng lần đầu trên kênh HanoiTV vào năm 1996. Ghi chú: Hoãn 1 tập vào ngày 19 tháng 8                                                                        | Phát lại phim Con sẽ là cô chủ, 12 tập (ban đầu dự định 6 tập). Bộ phim lên sóng lần đầu trên kênh HanoiTV vào năm 1996. Ghi chú: Hoãn 1 tập vào ngày 19 tháng 8                                                                        | Phát lại phim Con sẽ là cô chủ, 12 tập (ban đầu dự định 6 tập). Bộ phim lên sóng lần đầu trên kênh HanoiTV vào năm 1996. Ghi chú: Hoãn 1 tập vào ngày 19 tháng 8                                                                        | Phát lại phim Con sẽ là cô chủ, 12 tập (ban đầu dự định 6 tập). Bộ phim lên sóng lần đầu trên kênh HanoiTV vào năm 1996. Ghi chú: Hoãn 1 tập vào ngày 19 tháng 8                                                                        |
| 19 tháng 8                                | Phát lại phim Truy tìm X.413 để chào mùng kỷ niệm Cách mạng Tháng Tám. | Phát lại phim Truy tìm X.413 để chào mùng kỷ niệm Cách mạng Tháng Tám. | Phát lại phim Truy tìm X.413 để chào mùng kỷ niệm Cách mạng Tháng Tám. | Phát lại phim Truy tìm X.413 để chào mùng kỷ niệm Cách mạng Tháng Tám. | Phát lại phim Truy tìm X.413 để chào mùng kỷ niệm Cách mạng Tháng Tám. | Phát lại phim Truy tìm X.413 để chào mùng kỷ niệm Cách mạng Tháng Tám. |
| 31 tháng 8 - 25 tháng 10                  | Phát lại phim Blouse trắng, 70 tập (30 phút), 2 tập/ngày. Bộ phim lên sóng lần đầu trên kênh HTV7 vào năm 2002. Ghi chú: Hoãn 4 tập vào các ngày 2 tháng 9, 22 tháng 9, 24 tháng 9 và 4 tháng 10.                                       | Phát lại phim Blouse trắng, 70 tập (30 phút), 2 tập/ngày. Bộ phim lên sóng lần đầu trên kênh HTV7 vào năm 2002. Ghi chú: Hoãn 4 tập vào các ngày 2 tháng 9, 22 tháng 9, 24 tháng 9 và 4 tháng 10.                                       | Phát lại phim Blouse trắng, 70 tập (30 phút), 2 tập/ngày. Bộ phim lên sóng lần đầu trên kênh HTV7 vào năm 2002. Ghi chú: Hoãn 4 tập vào các ngày 2 tháng 9, 22 tháng 9, 24 tháng 9 và 4 tháng 10.                                       | Phát lại phim Blouse trắng, 70 tập (30 phút), 2 tập/ngày. Bộ phim lên sóng lần đầu trên kênh HTV7 vào năm 2002. Ghi chú: Hoãn 4 tập vào các ngày 2 tháng 9, 22 tháng 9, 24 tháng 9 và 4 tháng 10.                                       | Phát lại phim Blouse trắng, 70 tập (30 phút), 2 tập/ngày. Bộ phim lên sóng lần đầu trên kênh HTV7 vào năm 2002. Ghi chú: Hoãn 4 tập vào các ngày 2 tháng 9, 22 tháng 9, 24 tháng 9 và 4 tháng 10.                                       | Phát lại phim Blouse trắng, 70 tập (30 phút), 2 tập/ngày. Bộ phim lên sóng lần đầu trên kênh HTV7 vào năm 2002. Ghi chú: Hoãn 4 tập vào các ngày 2 tháng 9, 22 tháng 9, 24 tháng 9 và 4 tháng 10.                                       |
| 2 tháng 9                                 | Phát lại phim Sang sông để chào mùng kỷ niệm ngày Quốc khánh. Bộ phim lên sóng lần đầu trên kênh VTV3 vào năm 2002. | Phát lại phim Sang sông để chào mùng kỷ niệm ngày Quốc khánh. Bộ phim lên sóng lần đầu trên kênh VTV3 vào năm 2002. | Phát lại phim Sang sông để chào mùng kỷ niệm ngày Quốc khánh. Bộ phim lên sóng lần đầu trên kênh VTV3 vào năm 2002. | Phát lại phim Sang sông để chào mùng kỷ niệm ngày Quốc khánh. Bộ phim lên sóng lần đầu trên kênh VTV3 vào năm 2002. | Phát lại phim Sang sông để chào mùng kỷ niệm ngày Quốc khánh. Bộ phim lên sóng lần đầu trên kênh VTV3 vào năm 2002. | Phát lại phim Sang sông để chào mùng kỷ niệm ngày Quốc khánh. Bộ phim lên sóng lần đầu trên kênh VTV3 vào năm 2002. |
| 26 tháng 10 - 1 tháng 11                  | Lời thề cỏ non | 5 | VFC | Lời thề cỏ non Trình bày: Khánh Linh | Tuổi thành niên, khía cạnh cuộc sống | Dựa trên câu chuyện có thật. Sản xuất đặc biệt dành cho lớp diễn viên truyền hình VFC số 1. |
| 2 - 9 tháng 11                            | Phát lại phim Mía đắng, 6 tập. Bộ phim từng lên sóng VTV3 vào năm 2000. | Phát lại phim Mía đắng, 6 tập. Bộ phim từng lên sóng VTV3 vào năm 2000. | Phát lại phim Mía đắng, 6 tập. Bộ phim từng lên sóng VTV3 vào năm 2000. | Phát lại phim Mía đắng, 6 tập. Bộ phim từng lên sóng VTV3 vào năm 2000. | Phát lại phim Mía đắng, 6 tập. Bộ phim từng lên sóng VTV3 vào năm 2000. | Phát lại phim Mía đắng, 6 tập. Bộ phim từng lên sóng VTV3 vào năm 2000. |
| 10 tháng 11 - 3 tháng 12                  | Phát lại phim Giọt nước mắt giữa hai thế kỷ. Bộ phim lên sóng lần đầu trên kênh HanoiTV vào năm 1997. Ghi chú: Hoãn 2 tập vào ngày 18 và 25 tháng 11.                                                                                   | Phát lại phim Giọt nước mắt giữa hai thế kỷ. Bộ phim lên sóng lần đầu trên kênh HanoiTV vào năm 1997. Ghi chú: Hoãn 2 tập vào ngày 18 và 25 tháng 11.                                                                                   | Phát lại phim Giọt nước mắt giữa hai thế kỷ. Bộ phim lên sóng lần đầu trên kênh HanoiTV vào năm 1997. Ghi chú: Hoãn 2 tập vào ngày 18 và 25 tháng 11.                                                                                   | Phát lại phim Giọt nước mắt giữa hai thế kỷ. Bộ phim lên sóng lần đầu trên kênh HanoiTV vào năm 1997. Ghi chú: Hoãn 2 tập vào ngày 18 và 25 tháng 11.                                                                                   | Phát lại phim Giọt nước mắt giữa hai thế kỷ. Bộ phim lên sóng lần đầu trên kênh HanoiTV vào năm 1997. Ghi chú: Hoãn 2 tập vào ngày 18 và 25 tháng 11.                                                                                   | Phát lại phim Giọt nước mắt giữa hai thế kỷ. Bộ phim lên sóng lần đầu trên kênh HanoiTV vào năm 1997. Ghi chú: Hoãn 2 tập vào ngày 18 và 25 tháng 11.                                                                                   |
| 6 - 7 tháng 12                            | Phát lại phim Kiếm sống, 2 tập. | Phát lại phim Kiếm sống, 2 tập. | Phát lại phim Kiếm sống, 2 tập. | Phát lại phim Kiếm sống, 2 tập. | Phát lại phim Kiếm sống, 2 tập. | Phát lại phim Kiếm sống, 2 tập. |
| 8 - 9 tháng 12                            | Phát lại phim Giữa đời thường, 2 tập. Bộ phim lên sóng lần đầu trên kênh HTV7 vào năm 2002. | Phát lại phim Giữa đời thường, 2 tập. Bộ phim lên sóng lần đầu trên kênh HTV7 vào năm 2002. | Phát lại phim Giữa đời thường, 2 tập. Bộ phim lên sóng lần đầu trên kênh HTV7 vào năm 2002. | Phát lại phim Giữa đời thường, 2 tập. Bộ phim lên sóng lần đầu trên kênh HTV7 vào năm 2002. | Phát lại phim Giữa đời thường, 2 tập. Bộ phim lên sóng lần đầu trên kênh HTV7 vào năm 2002. | Phát lại phim Giữa đời thường, 2 tập. Bộ phim lên sóng lần đầu trên kênh HTV7 vào năm 2002. |
| 10 tháng 12                               | Phát lại phim Câu chuyện những trái bóng nhân dịp Giải vô địch bóng đá Đông Nam Á 2004. Bộ phim lên sóng lần đầu trên kênh VTV3 vào năm 2002.                                                                                           | Phát lại phim Câu chuyện những trái bóng nhân dịp Giải vô địch bóng đá Đông Nam Á 2004. Bộ phim lên sóng lần đầu trên kênh VTV3 vào năm 2002.                                                                                           | Phát lại phim Câu chuyện những trái bóng nhân dịp Giải vô địch bóng đá Đông Nam Á 2004. Bộ phim lên sóng lần đầu trên kênh VTV3 vào năm 2002.                                                                                           | Phát lại phim Câu chuyện những trái bóng nhân dịp Giải vô địch bóng đá Đông Nam Á 2004. Bộ phim lên sóng lần đầu trên kênh VTV3 vào năm 2002.                                                                                           | Phát lại phim Câu chuyện những trái bóng nhân dịp Giải vô địch bóng đá Đông Nam Á 2004. Bộ phim lên sóng lần đầu trên kênh VTV3 vào năm 2002.                                                                                           | Phát lại phim Câu chuyện những trái bóng nhân dịp Giải vô địch bóng đá Đông Nam Á 2004. Bộ phim lên sóng lần đầu trên kênh VTV3 vào năm 2002.                                                                                           |
| 13 - 14 tháng 12                          | Phát lại phim Phố hoài, 2 tập. Bộ phim lên sóng lần đầu trên kênh HTV7 vào năm 2002. | Phát lại phim Phố hoài, 2 tập. Bộ phim lên sóng lần đầu trên kênh HTV7 vào năm 2002. | Phát lại phim Phố hoài, 2 tập. Bộ phim lên sóng lần đầu trên kênh HTV7 vào năm 2002. | Phát lại phim Phố hoài, 2 tập. Bộ phim lên sóng lần đầu trên kênh HTV7 vào năm 2002. | Phát lại phim Phố hoài, 2 tập. Bộ phim lên sóng lần đầu trên kênh HTV7 vào năm 2002. | Phát lại phim Phố hoài, 2 tập. Bộ phim lên sóng lần đầu trên kênh HTV7 vào năm 2002. |
| 15 - 17 tháng 12                          | Phát lại phim Đón con về, 2 tập. Bộ phim lên sóng lần đầu trên kênh HTV7 vào năm 2002. Ghi chú: Hoãn 1 tập vào ngày 16 tháng 12. | Phát lại phim Đón con về, 2 tập. Bộ phim lên sóng lần đầu trên kênh HTV7 vào năm 2002. Ghi chú: Hoãn 1 tập vào ngày 16 tháng 12. | Phát lại phim Đón con về, 2 tập. Bộ phim lên sóng lần đầu trên kênh HTV7 vào năm 2002. Ghi chú: Hoãn 1 tập vào ngày 16 tháng 12. | Phát lại phim Đón con về, 2 tập. Bộ phim lên sóng lần đầu trên kênh HTV7 vào năm 2002. Ghi chú: Hoãn 1 tập vào ngày 16 tháng 12. | Phát lại phim Đón con về, 2 tập. Bộ phim lên sóng lần đầu trên kênh HTV7 vào năm 2002. Ghi chú: Hoãn 1 tập vào ngày 16 tháng 12. | Phát lại phim Đón con về, 2 tập. Bộ phim lên sóng lần đầu trên kênh HTV7 vào năm 2002. Ghi chú: Hoãn 1 tập vào ngày 16 tháng 12. |
| 21 tháng 12                               | Phát lại phim Bên bến đò Lăng nhân dịp kỷ niệm ngày thành lập Quân đội Nhân dân Việt Nam. Bộ phim 1 tập lên sóng lần đầu trên kênh VTV3 vào năm 2001.                                                                                   | Phát lại phim Bên bến đò Lăng nhân dịp kỷ niệm ngày thành lập Quân đội Nhân dân Việt Nam. Bộ phim 1 tập lên sóng lần đầu trên kênh VTV3 vào năm 2001.                                                                                   | Phát lại phim Bên bến đò Lăng nhân dịp kỷ niệm ngày thành lập Quân đội Nhân dân Việt Nam. Bộ phim 1 tập lên sóng lần đầu trên kênh VTV3 vào năm 2001.                                                                                   | Phát lại phim Bên bến đò Lăng nhân dịp kỷ niệm ngày thành lập Quân đội Nhân dân Việt Nam. Bộ phim 1 tập lên sóng lần đầu trên kênh VTV3 vào năm 2001.                                                                                   | Phát lại phim Bên bến đò Lăng nhân dịp kỷ niệm ngày thành lập Quân đội Nhân dân Việt Nam. Bộ phim 1 tập lên sóng lần đầu trên kênh VTV3 vào năm 2001.                                                                                   | Phát lại phim Bên bến đò Lăng nhân dịp kỷ niệm ngày thành lập Quân đội Nhân dân Việt Nam. Bộ phim 1 tập lên sóng lần đầu trên kênh VTV3 vào năm 2001.                                                                                   |
| 22 tháng 12                               | Phát lại phim điện ảnh Hà Nội 12 ngày đêm nhân dịp kỷ niệm chiến thắng Điện Biên Phủ trên không. | Phát lại phim điện ảnh Hà Nội 12 ngày đêm nhân dịp kỷ niệm chiến thắng Điện Biên Phủ trên không. | Phát lại phim điện ảnh Hà Nội 12 ngày đêm nhân dịp kỷ niệm chiến thắng Điện Biên Phủ trên không. | Phát lại phim điện ảnh Hà Nội 12 ngày đêm nhân dịp kỷ niệm chiến thắng Điện Biên Phủ trên không. | Phát lại phim điện ảnh Hà Nội 12 ngày đêm nhân dịp kỷ niệm chiến thắng Điện Biên Phủ trên không. | Phát lại phim điện ảnh Hà Nội 12 ngày đêm nhân dịp kỷ niệm chiến thắng Điện Biên Phủ trên không. |
| 23 tháng 12 năm 2004 - 3 tháng 1 năm 2005 | Lời thề Đất Mũi - Phần 2 | 7 | VTV và CTV | Lời thề Đất Mũi Trình bày: Hoa Phượng | Lịch sử | Tập 5 phát sóng 22:15 ngày 31 tháng 12. |

## Phim Việt Nam trong khung giờ buổi tối trên VTV3
Bắt đầu từ tháng 12 năm 2003, khung phim nước ngoài buổi tối từ thứ Hai đến thứ Bảy và khung phim Việt Nam buổi tối Chủ Nhật đã được hợp nhất.
Những bộ phim này phát sóng tất cả các buổi tối trong tuần (trừ các dịp diễn ra sự kiện đặc biệt) trên kênh VTV3, thường sau chương trình Thời sự 19:00 (21:00 đến 22:00 vào các ngày thứ Năm và thứ Sáu, 19:50 đến 20:50 vào các ngày còn lại).
Lưu ý: Những khoảng thời gian không được liệt kê là dành cho phim nước ngoài và các sự kiện đặc biệt.
| Thời gian               | Tên                                      | Số tập | NSX | Bài hát chủ đề                              | Thể loại | Ghi chú |
| ----------------------- | ---------------------------------------- | ------ | --- | ------------------------------------------- | -------- | --- |
| 5 - 20 tháng 1          | Cảnh sát hình sự: Cô gái đến từ Băng Cốc | 10     | VFC | Những bàn chân lặng lẽ Trình bày: Thùy Dung | Hình sự  | Hoãn 4 tập vào các ngày 8, 9, 15 và 18 tháng 1. Ghi hình ở Việt Nam và Thái Lan.                               |
| 22 tháng 9 - 3 tháng 10 | Cảnh sát hình sự: Thế giới không đàn bà  | 10     | VFC | Những bàn chân lặng lẽ Trình bày: Thùy Dung | Hình sự  | Hoãn 2 tập vào các ngày 26 và 28 tháng 9. Dựa trên tiểu thuyết "Một thế giới không có đàn bà" của Bùi Anh Tấn. |